# The Masses Against the Classes
"The Masses Against the Classes" é uma canção da banda britânica de rock Manic Street Preachers, lançada em janeiro de 2000 Foi lançado como single em edição limitada e, imediatamente, alcançou o topo da parada de singles do Reino Unido.
Um dos principais sucessos comerciais da banda neste formato, "The Masses Against the Classes" é uma espécie de retorno à um som mais "pesado" desde os registros Everything Must Go (1996) e This Is My Truth Tell Me Yours (1998), mais próximos ao britpop. A letra traz como marca uma inclinação socialista do Manic Street Preachers, e a capa faz referência à bandeira de Cuba. Em fevereiro de 2001, a banda tocou a canção no país em Havana, com a presença de Fidel Castro entre o público.
A canção também alcançou posições em mais oito países. Como lado B, a banda trouxe um cover de "Rock and Roll Music", de Chuck Berry e a inédita "Close My Eyes", ambas disponíveis no álbum Lipstick Traces (A Secret History of Manic Street Preachers), de 2003. "The Masses Against the Classes" foi disponibilizada na coletânea Forever Delayed (2002) e uma versão ao vivo no single "Found That Soul" (2001).

## Faixas
1. "The Masses Against the Classes" – 3:23
2. "Close My Eyes" – 4:27
3. "Rock and Roll Music" (letra e música: Chuck Berry) – 2:53

## Paradas
| Parada (2000)               | Melhor posição |
| --------------------------- | -------------- |
| UK Singles Chart            | 1              |
| Irish Singles Chart         | 7              |
| Norwegian Singles Chart     | 12             |
| The Official Finnish Charts | 4              |

### Desempenho no Reino Unido
| Posição | 1 | 4 | 20 | 39 |

## Ficha técnica
Banda
- James Dean Bradfield - vocais, guitarra
- Nicky Wire - baixo
- Sean Moore - bateria

## Sucessões em tabelas musicais
| Precedido por "I Have a Dream" / "Seasons in the Sun" por Westlife | Single número um UK Single Chart 22 de janeiro de 2000 (uma semana) | Sucedido por "Born to Make You Happy" por Britney Spears |